# Kanyó Sándor
Kanyó Sándor (Kecel, 1932. március 4. – Budapest, 2016. október 9.[forrás?]) magyar fizikus, csillagász.

## Életrajz
Az országos matematikai verseny nyerteseként felvételi nélkül jutott be a csongrádi Szent Imre gimnáziumba. Később Baján folytatta a III. Béla Gimnáziumban, majd a Kecskeméti Katona József gimnáziumban fejezte be a középiskolai tanulmányait. Itt érettségizett 1952-ben. Az ELTE Természettudományi karán fizikusként szerzett diplomát 1957-ben. A BME-n az MTA Elméleti fizikai kutatócsoportjában (Gombás tanszék) kezdte pályafutását. 1959-től 1992-ig az MTA Csillagvizsgáló Intézetének munkatársa, majd főmunkatársa és osztályvezetője. Nyugdíjazása után még évekig tudományos tanácsadóként dolgozott az intézetben. 2016. október 9.-én családja körében hunyt el Budapesten.
Felesége Málnás Marián, fia Kanyó Péter.

## Tudományos munkássága
Kezdettől fogva az RR Lyrae típusú változócsillagok egy különösen érdekes típusával foglalkozott, amelyek fényváltozása periodikus, de maga a periódus is periodikusan ingadozik. Ezt az úgynevezett Blazsko-effektust a magyar csillagászok folyamatosan, évtizedekig nagy erővel kutatták, mivel a jelenség oka ismeretlen, ugyanakkor vizsgálatához nincs szükség óriástávcsövekre, csak kitartó munkára. 1971-ben az RV UMa, 1972-ben az SZ Hyd és az RV UMa megfigyelését végezte részben a svábhegyi távcsövekkel, részben a szicíliai Etna hegy oldalán lévő olasz csillagvizsgálóban. 1974-ben az RV Capricornii különlegesen hosszú periódusú változócsillagot vizsgálta. Ebben az évben védte meg kandidátusi disszertációját szintén az RR Lyrae csillagok Blazsko-effektusáról. Később foglalkozott az RV Cap, illetve az RN Sepentis fényváltozásával is. Eredményeit az MTA Csillagvizsgáló Intézetének Közleményeiben publikálta, valamint Magyarországon és külföldön is szakmai előadásokban ismertette. Később, az 1980-as években foglalkozott az RS Bootis fényváltozásaival is.
Az Akadémiai Kiadó 1988-ban adta ki Tittel Pálról, egy XIX. századi magyar csillagászról, …csillagkoronák éjféli barátja. Tittel Pál élete és működése címmel Vargha Domokosnéval közösen írt könyvét.
A hetvenes években megbízott előadó volt az ELTE Csillagászati Tanszékén. 1977-től a TIT Országos Csillagászati és Űrkutatási Választmányának titkára. Tagja volt az MTA Csillagászati Bizottságának is.

## Emlékezete
Nevét viseli az 567010 Kanyósándor kisbolygó.